# Katja Kettu
Katja Maaria Kettu, född Heikkinen 10 april 1978 i Muhos, är en finländsk författare och medianom. Hon gick ut gymnasiet i Rovaniemi och har utbildat sig på konstskolor i Åbo och London samt vid Tammerfors universitet.
Katja Kettu fick sitt genombrott som författare 2011 med romanen Kätilö (Barnmorskan). I boken beskrivs kärleken mellan en finländsk barnmorska och en tysk officer under andra världskriget. 

## Priser och utmärkelser
- 2005 – Tiiliskivi-priset för Surujenkerääjä[2]
- 2011 – Kalevi Jäntti-priset för Barnmorskan[3]
- 2012 – Runebergspriset för Barnmorskan[4]
- 2013 – Tack för boken-medaljen för Barnmorskan[5]